# Siarczan glinu
Siarczan glinu (łac. Aluminii sulfas), Al2(SO4)3 – nieorganiczny związek chemiczny, sól kwasu siarkowego i glinu na +III stopniu utlenienia. Tworzy szereg hydratów, z których najczęściej spotykane to heksadekahydrat Al2(SO4)3·16H2O i oktadekahydrat Al2(SO4)3·18H2O. Heptadekahydrat Al2(SO4)3·17H2O występuje naturalnie jako minerał alunogen. Hydraty zawierają sześć cząsteczek wody silnie związanych jako ligandy atomu glinu, pozostałe cząsteczki wody wchodzą w skład sieci krystalicznej, dlatego ich budowę lepiej oddają wzory [Al(H2O)6]2(SO4)3·xH2O.

## Otrzymywanie
Siarczan glinu otrzymuje się w wyniku działania kwasu siarkowego na wodorotlenek glinu, boksyty i inne związki glinu, np.:
2Al(OH)3 + 3H2SO4 + 12H2O ⇌ Al2(SO4)3·18H2O
W roztworach wodnych ulega częściowej hydrolizie do Al(OH)3 i H2SO4.

## Zastosowanie
Stosowany jako zaprawa farbiarska, w przemyśle papierniczym, garbarstwie oraz jako półprodukt do otrzymywania innych związków glinu. Jest pomocniczym dodatkiem do żywności dozwolonym do stosowania w Unii Europejskiej pod kodem E520.
Wykorzystywany jest do oczyszczania wody pitnej jako czynnik koagulujący.
Znalazł również zastosowanie w lecznictwie. Używany m.in. w ginekologii w postaci wodnych roztworów 1–4% do irygacji pochwy.